# Ronny Claes
Ronny Claes (Stolberg, 10 oktober 1957) is een Belgisch voormalig wielrenner.

## Carrière
Ronny Claes nam drie keer deel aan de Ronde van Frankrijk waar van hij er maar een uitreed. Zijn grootste overwinningen zijn de Ardense Pijl en etappezeges in Ronde van het Baskenland, Ronde van Romandië en de Ronde van België.

## Overwinningen
1974
- Molenbeek-Wersbeek (Nieuwelingen)

1976
- Deel 2 Kwaadmechelen (ITT), (Junioren)

1978
- Ardense Pijl

1979
- Proloog deel a Grand Prix Willem Tell (TTT)
- 5e etappe GP Tell
- 6e etappe GP Tell
- 4e etappe Ronde van de Toekomst

1980
- 1e etappe Ronde van het Baskenland
- 4e etappe deel a Ronde van Romandië

1981
- Criterium van Buggenhout
- 2e etappe Ronde van België
- Merelbeke

## Resultaten in de voornaamste wedstrijden
| Jaar | Ronde van Italië | Ronde van Frankrijk | Ronde van Spanje |
| ---- | ---------------- | ------------------- | ---------------- |
| 1980 |                  | opgave              |                  |
| 1981 |                  | 40e                 |                  |
| 1982 |                  |                     |                  |
| 1983 |                  | opgave              |                  |
| 1984 |                  |                     |                  |

| Jaar | Luik-Bast.‑Luik |
| ---- | --------------- |
| 1980 | ↑               |
| 1981 |                 |
| 1982 |                 |
| 1983 |                 |
| 1984 |                 |

Wielerploegen van Ronny Claes
Appeldoorn ·
Bolten ·
Claes ·
Colman ·
De Geest ·
Delcroix ·
Demeyer ·
Dierickx ·
Jacobs ·
Peeters ·
Pevenage ·
de Rooij ·
Van de Poel ·
Van De Wiele ·
Van Roosbroeck ·
Van Sweevelt ·
Verlinden ·
Verschuere ·
Wayenberg ·
Wijnants ·
Willems · 
Winnen
Claes ·
Criquielion ·
De Smet ·
H. Devos ·
P. Devos ·
Dhaenens ·
Haghedooren ·
McKenzie ·
Meersman ·
E. Planckaert ·
W. Planckaert ·
Tackaert ·
Van Brabant ·
Van De Wiele ·
Vandenbrande ·
Verlinden ·
Versluys ·
Wampers ·
Wyffels